# 欧诺德
欧诺德，是匈牙利包尔绍德-奥包乌伊-曾普伦州所辖的一个村。总面积17.73平方公里，总人口2621，人口密度147.8人/平方公里（2011年1月1日）。